# Птолемей XIII
Птолемей XIII (Птолемей Тео́с Филопа́тор, Не́ос Дио́нис) — царь Египта, правил в 51—47 годах до н. э. Из династии Птолемеев. Сын Птолемея XII Авлета, младший брат Клеопатры VII.

## Вступление на престол
После смерти Птолемея XII Авлета в 51 году до н. э. остались двое сыновей и две дочери. Александрийцы по обычаю династии и согласно завещанию Птолемея Авлета провозгласили царями старшего сына и его сестру Клеопатру VII. 
Клеопатре на то время было 17 или 18 лет, а мальчику и того меньше — 9 или 10. Вероятно, вместе они назывались «Отцелюбивыми богами» (Филопаторами), хотя ни во время правления Клеопатры совместно с Птолемеем XIII, ни позднее, когда она царствовала вместе с младшим братом Птолемеем XIV, эпитет старшего брата нигде не упоминается.

## Окружение царя
Вся полнота власти во дворце принадлежала евнуху Потину, учителю юного царя греку Теодату Хиосскому, который обучал его риторике, и главнокомандующему Ахиллу по прозвищу Египтянин, то есть, вероятно, человеку египетского или смешанного, греко-египетского происхождения. Оставленная Габинием оккупационная армия, в своё время помогавшая Авлету вернуться на престол, состоявшая в основном из галлов и германцев, ещё стояла лагерем у Александрии. Эти иностранные войска были не прочь навсегда поселиться на земле Египта, женившись на местных жительницах. Когда проконсул Сирии Марк Бибул послал двух своих сыновей в Египет, чтобы призвать армию Габиния вернуться в Сирию, воины тут же убили их.

## Гражданская война между Цезарем и Помпеем

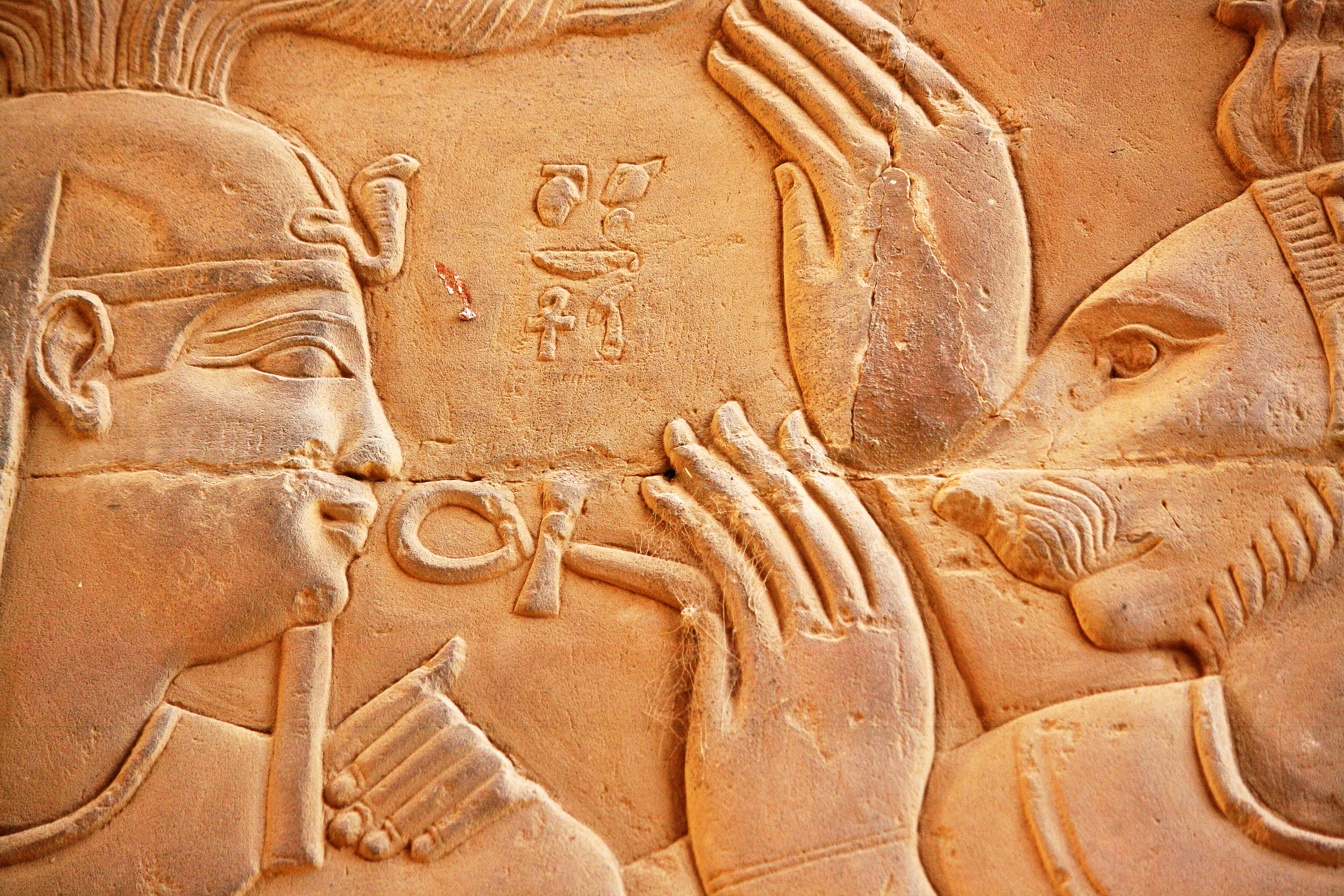
Рельеф из Ком-Омбо, где, вероятно, изображен Птолемей XIII с Бастет (фрагмент)

Средиземноморский мир в целом был на грани нового потрясения — гражданской войны между Помпеем и Юлием Цезарем. В 49 году до н. э. сын Помпея Гней Помпей Младший объявился в Александрии, чтобы просить у Египта корабли, войска и деньги. Восточные владыки и народы в грядущей войне в основном держались великого Помпея, и дети Птолемея Авлета, которого вернул на престол человек Помпея Авл Габиний, имели перед Помпеем особые обязательства. Молодой Помпей сумел получить у Египта эскадру примерно в пятьдесят кораблей, запас продовольствия и пятьсот воинов «габинийцев».

## Мятеж Клеопатры
Между тем Клеопатра набиралась опыта и честолюбия и наконец перестала подчиняться дворцовой клике — Потину, Теодату и Ахиллу. Они обвинили её в том, что она хочет изгнать брата, и народ поднялся против неё. Она бежала из города и принялась набирать армию. Скорее всего, она набрала воинов среди арабских племён за восточной границей, и некоторое время спустя выступила на Египет. Временщики собрали войско и вместе с мальчиком-царём преградили ей путь у Пелусия (48 год до н. э.).

## Убийство Помпея
Пока в Египте назревала династическая война, исход великой гражданской войны в Риме между Помпеем и Цезарем решился в битве при Фарсале. Разбитый Помпей бежал в Египет, надеясь, что старые узы, которые связывали его с царской семьёй, обеспечат ему там убежище. Он направился не в Александрию, а в лагерь юного царя на побережье у Пелусия. Тогда произошла ужасная измена. Окружение Птолемея XIII сначала обещало изгнаннику помощь, а потом приняло решение убить его, в надежде заслужить этим благосклонность Цезаря. В конце сентября 48 года до н. э., когда Помпея перевозили в лодке с корабля на берег, его пронзил мечом военный трибун Септимий, ранее служивший у Помпея. Ахилл лично присутствовал при убийстве, чтобы наблюдать за ним. Убийство произошло на глазах тринадцатилетнего мальчика-царя, который с берега смотрел на злодеяние, облачённый в пурпурную хламиду.

## Прибытие в Александрию Цезаря
Убийством Помпея дворцовая клика, разумеется, надеялась продемонстрировать тогдашнему победителю, что они отреклись от всех связей с его врагами, и таким образом не дают ему повода вторгнуться в Египет. Однако через несколько дней после убийства у Пелусия Цезарь, следовавший по пятам за беглецом, прибыл с эскадрой к Александрии. Теодат Хиосский принёс голову Помпея Цезарю на корабль, но это не заставило того уплыть прочь. Цезарь решил войти в Александрию с теми небольшими силами, которые были на его кораблях, — 3200 воинами и 800 всадниками. Он высадился, прошёл по улицам со знаками отличия римского консула, с ликторами, шагавшими впереди, и водворился во дворец Птолемеев. Вскоре некоторые инциденты: уличные драки, убийства отдельных солдат из войска Цезаря — показали, что у александрийцев скверный характер и они обиделись на это проявление силы.

## Примирение Птолемея и Клеопатры
Царя и царицы не было в городе, так как они находились в своих лагерях, разбитых у границы, готовясь выступить друг против друга. Цезарь, как представитель Рима, потребовал от них распустить армии и подчиниться его суду. Авлет в своём завещании просил римский народ позаботиться, чтобы его воля была исполнена. В ответ на требование Цезаря Потин вернулся в Александрию с молодым царём, но не распустил царскую армию. Он оставил её под Пелусием во главе с Ахиллом. Клеопатре предстояло выполнить трудную задачу — добраться до Цезаря от границы, так чтобы в пути её не убили дворцовые головорезы. Именно по этой причине приверженец Клеопатры сицилиец Аполлодор переправил её в Александрию на лодке и тайком пронёс во дворец, завёрнутую в мешок для постели.

## Александрийцы атакуют Цезаря
Теперь у Цезаря в руках были и царь, и царица, а вскоре его отношения с царицей превратились в любовные. Он публично примирил Птолемея с сестрой; они снова стали соправителями, согласно воле отца. Однако александрийцы, подстрекаемые Потином, всё так же неприязненно относились к чужаку, и некоторое время спустя царская армия двинулась на город, так как Ахилл действовал заодно с Потином. Это войско насчитывало около 20 тысяч воинов, опытных в бою и по большей части знакомых с римской дисциплиной, а командовали ими римские офицеры. Кроме войск Габиния (в основном галлов и германцев, как говорилось выше), в армию входило большое количество беженцев и беглых рабов из Италии и с Запада, а также множество разбойников и пиратов из Малой Азии и Сирии — остатки крупного пиратского флота, разбитого Помпеем. Из двух придворных, отправленных на переговоры, один был убит по приказу Ахилла; другой, раненый, едва спасся. Для Цезаря это означало новую войну — Александрийскую, как её потом назвали, — в которой ему пришлось биться в уличном лабиринте египетского города во главе войска, сильно уступавшего противнику в числе. Другие его легионы в то время шли в Египет через Сирию, но находились ещё далеко. Забаррикадировавшись с небольшой армией в городском квартале, примыкавшим к Большой гавани, он мог сдерживать продвижение вражеских солдат, но не мог вернуться с воинами на корабли, так как совершенно невозможно было бы оторваться от преследовавших и наседавших александрийцев, а посадка на корабли трудна и требует много времени, особенно с лодок. Он сжёг александрийский флот, оставленный в гавани без защиты, и тем открыл для себя путь сообщения по морю. Как раз тогда и загорелось несколько складов с зерном и папирусными свитками (вероятно, это были «книги», подготовленные для вывоза из Александрии), расположенных у гавани, и погибло множество бесценных сочинений — 40 тысяч, по словам Ливия. Похоже, этот пожар и дал начало легенде, распространившейся через несколько поколений, что великая Александрийская библиотека была сожжена. Цезарь также бросил отряд на остров Фарос, чтобы не дать противнику преградить проход между гаванью и морем.

## Выступление Арсинои
Царский дворец вместе с царём, царицей и двумя другими младшими детьми Птолемея Авлета оставался в руках Цезаря. Клеопатра, разумеется, была всецело на стороне своего великого возлюбленного, но её младшая сестра Арсиноя, тогда девочка примерно пятнадцати лет, имела собственное честолюбие и волю. Она бежала из дворца с евнухом по имени Ганимед, который воспитывал её, и заняла место представителя царской династии при армии Ахилла. Вскоре за этой переменой обстановки последовала другая: устранение двух человек, которые за несколько месяцев до того обладали верховной властью в Египте и подстроили убийство Помпея. В армии нападающих между Ахиллом и Ганимедом начались споры о первенстве, и по приказу Арсинои Ахилла казнили. Примерно в то же время во дворце Цезарь казнил Потина, обвинённого в сношениях с врагом, — очевидно, от имени Клеопатры.

## Птолемей XIII возглавляет борьбу против римлян
Армия нападающих, теперь уже под командованием Ганимеда, сильно теснила немногочисленных воинов Цезаря. В какой-то момент казалось, римлян удалось оставить без пресной воды, которая доставлялась по водопроводу из озера Мареотиды, но Цезарь приказал выкопать колодцы. Пытаясь овладеть дамбой, соединявшей Фарос с материком, Цезарь потерял четыреста легионеров и едва спасся сам, доплыв до корабля. Тогда александрийцы вступили в переговоры и пообещали, что если Цезарь пришлёт к ним юного царя, они откажутся от Арсинои и подчинятся приказам Птолемея. Цезарь посчитал разумным отпустить тринадцатилетнего мальчика, хотя у него и не было уверенности в обещаниях Птолемея XIII. Как только мальчик присоединился к александрийской армии, он возглавил её в борьбе против римских захватчиков.

## Гибель царя
Наконец, подкрепление, которого ждал Цезарь, достигло Египта. Им командовал человек смешанного греко-галльского происхождения, понтийский царевич  Митридат Пергамский, преданный сторонник Цезаря. Вместе с ним шёл контингент еврейских воинов в количестве 3 тысяч человек под началом идумея Антипатра. Митридат вышел из Палестины, пересёк пустыню, штурмовал Пелусий, двинулся по восточному рукаву Нила в Мемфис, а оттуда вниз по западному рукаву на Александрию. Александрийская армия пыталась перехватить его, прежде чем он соединится с легионами Цезаря, но Митридат, двигаясь форсированным маршем вокруг озера Мареотида, приближался слишком быстро, соединился с Цезарем и объединёнными силами атаковал александрийские позиции на реке. На второй день они были взяты, и большая часть александрийской армии нашла свою гибель. Когда резня окончилась, мальчика-царя нигде не смогли отыскать. Говорили, что лодка, на которой он пытался спастись по реке, была переполнена беглецами и утонула.
Спустя несколько лет в Араде объявился некий юноша, который заявлял, что он является братом Клеопатры, пропавшим Птолемеем XIII. Он был убит по просьбе Клеопатры и по приказу Марка Антония, с которым тогда сошлась египетская царица.

## В культуре
- «Смерть Помпея», трагедия Пьера Корнеля (1643).

| Династия Птолемеев                               |                                                                         |                        |
| Предшественник: Птолемей XII Неос Дионис (Авлет) | царь Египта 51 — 47 до н. э. совместно с Клеопатрой VII (правил 4 года) | Преемник: Птолемей XIV |